# Luca Santella
Luca Santella (Carrara, 8 de abril de 1963) es un deportista italiano que compitió en vela en la clase Tornado.
Ganó dos medallas de bronce en el Campeonato Mundial de Tornado, en los años 1987 y 1988. Participó en dos Juegos Olímpicos de Verano, en los años 1988 y 1992, ocupando el quinto lugar en Seúl 1988, en la clase Tornado.

## Palmarés internacional
| \| Campeonato Mundial \| Campeonato Mundial \| Campeonato Mundial \| Campeonato Mundial \| \| Año \| Lugar \| Medalla \| Clase \| \| ------------------ \| ------------------ \| ------------------ \| ------------------ \| \| 1987 \| Kiel (RFA) \| Medalla de bronce \| Tornado \| \| 1988 \| Tallin (URSS) \| Medalla de bronce \| Tornado \| |               |                   |         |
| Campeonato Mundial |               |                   |         |
| Año | Lugar         | Medalla           | Clase   |
| 1987 | Kiel (RFA)    | Medalla de bronce | Tornado |
| 1988 | Tallin (URSS) | Medalla de bronce | Tornado |